# Касяненко Андрій Іванович
Андрій Іванович Касяненко (1886 — 194?) — український науковець, авіаконструктор. Викладач Київського Політехнічного Інституту.

## Біографія
Народився в 1886 році в селі Іванкові біля урощища Касянівщина в родини Касяненків. Мав трьох братів Євгена, Григорія та Іван — які стояли біля витоків української авіації і українського літакобудування, були членами Київського товариства повітроплавання. Андрій Іванович очолював гелікоптерну секцію товариства, до якої у 1907 році записався Ігор Сікорський. На початку XX століття вони працювали поруч з відомими пізніше авіаконструкторами Г. П. Адлером, Д. П. Григоровичем, О. Д. Карпекою, О. С. Кудашовим, І. І. Сікорським, за свої кошти будували різні моделі літаків. А випробовували літальні апарати самі конструктори і відважний льотчик П. М. Нестеров. Братів називають черкасцями, бо в Черкасах вони здійснювали пробні польоти.
Після закінчення Черкаської гімназії продовжив навчання у Київському імператора Олександра II політехнічному інституті.
Під час навчання, Андрій виступав в пресі з найактуальніших питань, які хвилювали суспільство. Одна з статей була надрукована в есдеківській «Робітничій газеті» в період, коли влада в Києві весь час змінювалася, і називалася «Кров та вино». В ній автор ділився враженнями, отриманими після чергового звільнення Києва від більшовиків і огляду приміщення, яке залишив штаб головнокомандувача збройних сил Радянської України Юрія Коцюбинського. Побачене йому нагадало малюнок Михайла Коцюбинського «На руїнах Месини», і він поставив риторичне питання: «Чи сподівався коли-небудь цей світовий художник-поет, що щось подібне до месинського погрому зробить не стихія, а юрба військових людей, народним військовим секретарем котрих буде його син Юрко?..» Й сам же відповів на нього: «Певно ні, бо від однієї думки про це можна збожеволіти»…
Андрій Касяненко прагнув зробити власний внесок у творення нової української держави, як фахівець у авіаційному напрямі. У лютому — березні 1918 року разом з братом Григорієм узяв участь у підготовці адресованої Центральній Раді УНР розлогої «Доповідної записки українців-фахівців авіації про використання авіації в мирний час», де розглядалася перспектива розвитку авіації та її використання в мирний час.
У листопаді 1920 року Комісія по управлінню вищими школами Києва видала наказ щодо реорганізації Київського політехнічного інституту та відновлення повноцінного навчального процесу. Восени 1921 року Київський політехнічний інститут розпочав навчання майбутніх авіаційних фахівців. Андрій читав теорію аероплана. На цей період припала й остання спроба братів Касяненків збудувати літак власної конструкції. У 1921 році за їхнім проектом на Київському авіазаводі «ГАЗ № 12» споруджується новий літак, призначений для розвідки та супроводження кавалерійських з'єднань.
Андрій Касяненко працював в Авіаційному науково-технічному товаристві, викладав предмети авіаційного циклу на механічному факультеті Київського політехнічного інституту, брав активну участь у роботі Товариства авіації та повітроплавання України та Криму. Згодом у Харкові очолював секцію повітряного спорту Всеукраїнської Ради Товариства сприяння обороні, авіаційному і хімічному будівництву (ТСОАВІАХІМ). Працював і відповідальним секретарем ТСОАВІАХІМ, був одним з організаторів льотних шкіл в Україні. За деякий час очолив відділ обладнання в Конструкторському бюро Костянтина Калініна у Харкові, за непідтвердженими відомостями займався розробкою літака зі змінною в польоті площі крила. Крім того виступав невтомним пропагандистом авіації, як авіатор-практик і талановитий журналіст. Його статті, присвячені найрізноманітнішим питанням розвитку авіації, огляди досягнень закордонної авіації, виступи щодо розвитку легкомоторної авіації як головної складової підготовки майбутніх пілотів регулярно друкувалися на сторінках авіаційних видань «Авиация и воздухоплавание». Більшість своїх матеріалів Андрій Касяненко друкував українською мовою («Аерохім» та «Повітряний флот» видавалися українською та російською мовами).
Про подальшу долю Андрія Касяненка відомостей немає. Помер близько 1942 року, за іншими джерелами 1946.